# 梁醒波
梁醒波，MBE（1908年—1981年2月12日），原名梁侍海，暱稱波叔，廣東南海人，出生於新加坡，是华人粵劇界（文武生和「丑生王」）電影及電視的一代始祖。
梁醒波曾於《華僑晚報》「十大明星選舉」中14度當選「粵語十大（影劇）明星」（1957－1970年度）及1次當選「十大電視明星」（1973年度），是該選舉中合計獲獎最多的男藝人之一（另一位是新馬師曾）。

## 簡歷
父親梁悅是星洲紅伶「聲架悅」，梁醒波於新加坡出生，姐姐是紅伶花旗金。梁醒波早年醉心粵劇，傾慕馬師曾，學「馬腔」，後來說服父親讓他到馬來亞拜「大膽根」為師，獲大膽根傳授各種古老排場。
梁醒波17歲開始落班，隨丑生鬼馬流和六分大膽根習藝，隨即演出《高平關取級》。19歲升為正印小武，在新加坡和馬來亞各地演小武，聲譽日隆，後任文武生，成為「南洋四大天王」之一。 
1939年，馬師曾到星洲演出,招攬梁醒波加入太平劇團，於是梁醒波1940年十月應聘到香港演出, 從此和太太與女兒留港發展，1941年底香港淪陷後,太平劇團解散,他一度改投「寶鼎劇團」在香港短暫演出。翌年，梁醒波攜妻女逃往廣州，然後又到澳門、湛江和廣西。他與譚蘭卿、劉克宣等組織「新太平劇團」，在廣西各城鎮巡迴演出。
二次大戰後，梁回到香港，參加新世界劇團。後來身體日漸發胖，不適合再演小武戲，由班政家鄧十四推薦，改演丑生。他天生有逗樂本領，插科打諢已臻化境。先後在「仙鳳鳴」、「雛鳳鳴」、「大龍鳳」等著名粵劇團演出，奠定他在粵劇界和電影界鼎鼎大名的「丑生王」地位。
1950年，梁醒波得著名粵劇編劇家任護花引薦，開始拍電影，第一個作品是《臨老入花叢》（1950）。多年來，參演近四百部粵語戲曲片和歌舞喜劇，曾經為電影《桃李爭春》（1962年）作詞。
1967年，香港無綫電視（TVB）啟播，梁醒波成為開台功臣之一，主持大型綜藝節目《歡樂今宵》達十數年，直至病逝前三日仍然演出。
1970年代，粵語片式微，梁醒波演出不少國語片，包括1970年的《恭喜發財》、《雙喜臨門》及《家有賢妻》等，大多數是幕後配音。
梁醒波曾連任五屆八和會館主席，對粵劇貢獻良多。1977年4月13日，港督麥理浩爵士代表英女皇向梁醒波頒受MBE勳銜，表揚他的藝術成就，是首位香港藝人獲得此榮銜。
1980年6月，紅綫女率領「廣東粵劇團」青年團員到訪香港，並與香港的粵劇老倌合作，壓軸表演是梁醒波與紅綫女合演的《刁蠻公主戇駙馬》。當時梁醒波患腸癌做了手術，帶着尿袋演出，也是他最後一次公開表演。
1981年2月12日，梁醒波因大腸癌病逝香港，享年73歲。2月17日于万国殡仪馆出殡，采用佛教仪式，遗体火化后安放屯门青山青松观，和父母合葬。

## 表演藝術

### 「爆肚」
作為「丑生王」，梁醒波擅長逗樂，最特出的表演方式，是他會隨時不按劇本的順口「爆肚」（即臨時在舞臺上自創台詞），不經意的插科打諢，往往引起觀眾捧腹大笑。他的「爆肚」手法，本來多用於粵劇表演，後來亦將這手法帶到電視綜藝節目《歡樂今宵》之中。

### 諧角
在粵語電影中，梁醒波擅長演諧角，精於利用面部表情、說話節奏和形體動作出演活角色，由於演技出色，往往能反客為主，令觀眾留下深刻印象。由於他的諧角造型深入民心，更發展成一系列的《呆佬》和《烏龍王》電影，《呆佬》電影系列包括：1952年的《呆佬拜壽》、1953年的《呆佬嫁女》、1957年的《呆佬遇鬼》及《呆佬添丁》。《烏龍王》電影系列包括：1955年的《鴻運喜當頭》、1960年的《烏龍王發達記》、《小寶寶七戲烏龍王》及《烏龍王飛來艷福》等。

### 「廣東佬」
另外，梁醒波亦演出過一系列的《南北》電影，包括1961年的《南北和》、1962年的《南北一家親》、1964年的《南北喜相逢》等，當中他以「廣東佬」姿態與「外江佬」劉恩甲對碰。

## 家庭
梁氏與夫人顧文娟（1916年－2008年9月15日）育有三子四女，長子梁乃業赴英留學後回港從醫，其中三名女兒均為知名藝人。
長女梁葆貞，在新加坡出生，直至10歲才被接到香港居住；16歲開始在廣州演粵劇，藝名白蓮及白梨香；她1980年代在香港拍電視劇，以在處境喜劇《香港81》至《香港86》系列飾演怕事及貪小便宜的師奶「順嫂」聞名。她1995年隨女兒移民加拿大，居於溫哥華。
次女梁葆文（文蘭）是電影演員，活躍於五六十年代，曾演出電影《嬌嬌女》，她也是李小龍兒時好友和舞伴。
么女梁寶珠是粵劇演員，1957年8月，陳寶珠、梁寶珠、陳好逑、梁醒波和陳非儂組成「孖寶劇團」。1958年12月，孖寶劇團演出唐滌生編劇的《鐵弓奇緣》，演出受得到任劍輝及白雪仙賞識，之後任劍輝並收陳寶珠為徒弟。
梁智宏是梁醒波孫兒，他於37歲時突然愛上了爺爺的作品，開始欣賞昔日的粵劇和粵語片，梁智宏為爺爺開了「梁醒波 Leung Sing Por, MBE」面書專頁。2018年適逢梁醒波110歲冥壽，梁智宏出力協助於8月舉辦「我們的波叔」電影放映展及「梁醒波．伶影之間」展覽，希望年輕的一代，能認識這位名伶，並特意選了1956年由梁醒波與次女梁葆文合演的黑白片《嬌嬌女》作為開幕電影。

## 軼事

### 搞笑心得
香港電影資料館一級助理館長龍智傑表示蕭芳芳曾向梁醒波請教授搞笑的心得，但梁醒波表示她學不來，因為觀眾看到自己的脂肪震動就自然會笑。

### 起綽號
據說梁醒波很喜歡給人改「花名」（綽號），例如白雪仙就被他改了一個像日本人的「希占多急惡拗必贏梗子」作為「花名」。還有，據聞何守信的「何B」綽號亦是來自梁醒波，因為在《歡樂今宵》時期，梁醒波曾戲稱「何守信」為「何必守信」，而綽號「何B」是來自「何必」的音變。藝人甘國亮亦指梁醒波在《歡樂今宵》時期，曾幫他改了一個「花名」，但未說該「花名」是什麼。

## 相關著作
2009年，香港大學教育學院中文教育研究中心的學者吳鳳平博士及鍾嶺崇博士合著關於梁醒波的傳記：《梁醒波傳—亦慈亦俠亦詼諧》，由香港大學教育學院及經濟日報出版社合作出版。，由吳鳳平博士及鍾嶺崇博士編著。

## 演出作品

### 電影
| 1941年－1952 年 - 倒亂乾坤（1941） - 滿天神佛（1949） - 妻多夫賤（1950）－ 老爺 - 人海萬花筒（1950） - 豪門蕩婦（1950）－ 柳繼 - 臨老入花叢（1950）－ 七叔 - 對錯親家（1951）－ 梁邦 - 行錯姻緣路（1951）－ 歐伯利 - 升官發財（1951）－ 阿勝 - 食飯神仙（1951）－ 梁邦 - 两仔爺（1951）－ 畢廣心 - 歌唱十二釵（1952）－ 梁勤 - 飛來艷福（1952）－ 何福 - 歌唱大閙廣昌隆（1952） - 財來自有方（1952）－ 梁祖仁（梁子良）（魯濱孫） - 長恨歌（1952）－ 熊武 - 馬票狂（1952）－ 鍾須有 - 傻俠妖姬（1952）－ 言家德/張新力 - 到處惹人憐（1952）－ 梅力 - 从心所欲（1952年）－ 区家驹 - 大鄉里少爺（1952）－ 梁波 - 孝感動天（1952）－ 梁阿波 - 八股佬選美（1952） - 再訪香城艷（1952）－ 肥梁 - 賣花女（1952）－ 黄百萬 - 龍舟祥（1952）－ 武生波 - 春宵醉玉郎(又名︰彩鳳隨鴉)（1952）－ 黄棠 - 如花美眷（1952）－ 畢如飛 - 傻仔洞房（1952）－ 梁大平 - 生红娘三戏张君瑞（1952）－ 崔歡郎 - 蠶虫師爺（1952）－ 肥佬 - 三个陳村種（1952）－ 梁升 - 有情飲水飽（1952）－ 梁科 - 借妻艷史（1952）－ 趙一波 - 二八嬌妻一歲郎（1952）－ 月華父－周二叔 - 老婆皇帝（1952）－ 梁志范 - 如意吉祥（1952）－ 趙桐 - 契爷艳史（1952）－ 大寒 - 呆佬拜壽（1952）－ 劉阿茂 1953年 - 弄假成真（1953）－ 王德波 - 張天師遇鬼迷（1953）－ 肥佬張 - 風流夜合花（1953）－ 舒景 - 男人心（1953）－ 江望 - 春風得意鳳求凰（1953） - 恨海香魂（1953） - 做慣乞兒懶做官（1953）－ 梁人傑 - 春宵一刻值千金（1953）－ 陳主任 - 孝子扮新娘（1953）－ 梁兩亮 - 新唐伯虎點秋香（1953） - 初入情場（1953） - 呆佬嫁女（1953） - 富貴花開並蒂蓮（1953）－ 何宗德 - 我為情（1953）－ 崔波 - 明月冰心（1953）－ 湯明 - 太太有喜（1953） - 客串夫人（1953）－ 孟應倫 - 作威作福（1953）－ 阿均 - 財歸財路（1953）－ 陳禮 - 無端端發達（1953）－ 經理 - 相逢盡是未婚人（1953）－ 梁波 - 佛前燈照狀元紅（1953）－ 忠伯 - 新馬仔拉車被辱（1953） - 密運（1953） - 一年一度燕歸來（1953）－ 陸培義 - 賣花得美（1953）－ 花仔 - 得運一條龍（1953） - 光棍姻緣（1953）－ 梁醒崇 - 艷女情顛假玉郎（1953）－ 張三 - 牛耕田馬食谷（1953） - 花街紅粉女（1953） - 火網梵宫十四年（1953）－ 鱼建源 - 再戀負心人（1953）－ 莫經理 - 清歌妙舞樂升平（1953） - 行正桃花運（1953）－ 梁樂天 - 偷雞奉母（1953）－ 阿福 1954年 - 初為人母（1954）－ 黄伯堂 - 義犬申冤（1954）－ 梁波 - 濟公新傳（1954）－ 濟公 - 搖紅燭化佛前燈（1954）－ 譚顯陽 - 錦豔同輝香雪海（1954）－ 占明 - 林黛玉魂歸離恨天（1954）－ 賈政 - 蠻女催粧嫁玉郎（1954）－ 褚道明 - 富士山之戀（1954） - 私奔（1954）－ 金伯仁 - 爸爸萬歲（1954）－ 波叔 - 桃紅柳緣燕嬉春 (又名︰桃紅柳綠燕迎春)（1954）－ 梁彬波 - 錯燒龍鳳燭（1954）－ 王大波（黃大球） - 錦上添花（1954）－ 裁縫師 - 大觀園（1954）－ 賈政 - 一家八口一張床（1954） - 乞米養狀元（1954）－ 林鐸 1955年 - 雪姑七友（1955）－ 吳一哥 - 紫霞杯（1955）－ 劉君上 - 雄寡婦（1955）－ 余命焦 - 花都綺夢（1955）－ 馬田 - 後窗（1955）－ 契爺 - 抬轎佬養新娘（1955）－ 阿福 - 棒打薄情郎（1955）－ 金老大 - 陳繡（1955） - 王先生與肥陳（1955）－ 肥陳 - 陳姑追舟（1955）－ 周德 - 鴻運喜當頭（1955）－ 烏龍王 - 陳世美與秦香蓮（1955）－ 王丞相 - 兒孫福（1955）－ 江守仁 - 孤兒行(又名︰苦命女)（1955）－ 大少爺吳祥福 - 入鄉隨俗（1955）－ 開心波 - 銀河抱月（1955）－ 徐守江 - 紅拂女私奔（1955）－ 虬髯客 - 七屍八命九人頭（1955）－ 縣官徐庚升 - 蘇小妹三難新郎（1955）－ 蘇東坡 - 一枝紅豔露凝香（1955）－ 孟嘉 1956年 - 昆仑奴夜盗红绡（1956）－ 崑崙奴 - 杨八妹招亲（1956）－ 焦贊 - 夜夜念奴娇（1956）－ 任文波 - 桃花女斗法（1956）－ 周公 - 麻婆寻戇女（1956） - 星洲豔跡（1956）－ 胡理 - 天之骄女（1956）－ 雇主詹仲宣 - 九子登科十状元（1956） - 小冤家（1956）－ 梁慕才 - 花好月圆（1956）－ 縣官胡塗 - 呆佬拜寿（1956）－ 刘阿茂 - 滿堂吉慶 (又名︰歡喜冤家)（1956）－ 張天華 - 瓦鬼还魂（1956）－ 張老五 - 奇人奇遇（1956）－ 縣長 - 高君保私探营房（1956）－ 趙匡胤 - 铁咀鸡（1956）－ 朱文賓父 - 娇娇女（1956）－ 高寧 1957年 - 十五贯（1957）－ 顧執 - 金银珠宝到门来(又名︰富貴臨門)（1957）－ 林珠 - 苦鳳鶯憐（1957）－ 餘俠魂 - 半世老婆奴（1957）－ 楊萬石 - 铁咀鸡水鬼升城隍（1957）－ 朱文賓父 - 对错亲家（1957）－ 梁邦 - 璇宮豔史（上集）（1957）－ 傻僕 - 唐伯虎点秋香（1957）－ 米田共/華文 - 八美戏状元（1957） - 黄飞虎反五关（1957）－ 紂王 - 关公千里送嫂（1957）－ 張飛 - 牡丹花發狀元紅（1957）－ 李來中 | - 鱼肠剑（1957）－ 王僚 - 苏后解红罗天齐寺会母（上集）（1957）－ 漢宣王 - 财星高照(又名︰鴻運高照)（1957）－ 馬崇賢 - 彩凤引金龙（1957）－ 馬明德 - 司马相如（1957）－ 卓王孫 - 呆佬遇鬼(又名︰廣昌隆)（1957）－ 呆佬献 - 仙女戏魔王（1957）－ 皇帝 - 富貴花開豔陽紅（1957）－ 汪經理－汪庸琛 - 甜姐儿（1957）－ 孫企遠 - 王老虎抢亲（1957）－ 王老虎 - 插错美人头（1957）－ 陸判官 - 呆佬添丁（1957）－ 刘阿茂 - 苏后解红罗天齐寺会母（下集大结局）（1957）－ 漢宣王 - 宝扇缘（1957）－ 梅知府 - 猪八戒招亲（1957）－ 天蓬元帥 - 还君明珠双泪垂（1957） - 薛仁贵三戏柳金花（1957）－ 王茂生 - 人心博人心（1957）－ 馮正波 1958年 - 七贤眷（1958）－ 劉程 - 驸马艳史（1958）－ 基拔伯爵 - 璇宫艳史（续集）（1958）－ 傻僕杰克 - 苦尽甘来（1958）－ 蘇崑崙 - 喜临门（1958）－ 李克勝 - 广告女郎（1958）－ 方朗如 - 三春审父（1958）－ 陶國裔 - 南洋阿伯（1958）－ 梁壽全 - 洛阳桥畔姑嫂坟（1958）－ 司徒文福 - 糊涂外父抢新郎(又名︰強搶新郎)（1958）－ 知縣周恭 - 冰山火线（1958）－ 仇淵明 - 历尽沧桑一美人（1958）－ 阿吉 - 扎脚刘金定（1958）－ 程咬金 - 宝鼎明珠（1958）－ 太子飛鹰 - 小歌女（1958）－ 阮壽昌 - 金殿福星(又名︰天賜奇緣)（1958）－ 福侯-駱武 - 天女散花（1958）－ 超杰魔王 - 泥马渡康王（1958）－ 金兀术 - 花染状元红（1958）－ 劉國仁 - 提防小手（1958）－ 葛先生 - 花债状元还（1958）－ 潘忠 - 万世流芳张玉乔（1958）－ 佟養甲 - 双仙拜月亭（1958）－ 丞相王鎮 - 天河配（1958）－ 義祥 - 济公烧琵琶精（1958）－ 濟公 - 七彩锺无艳（1958）－ 晏嬰 1959年 - 紫钗记（1959）－ 崔允明（黃衫客） - 战国佳人（1959）－ 秦王 - 扫把精（1959）－ 溫得賓 - 沙三少情杀谭阿仁（1959）－ 谭阿仁/沙凤翔 - 山东扎脚穆桂英（上集）（又名︰七彩胭脂将，七彩楊宗保‧紮腳穆桂英）（1959）－ 焦贊 - 山东扎脚穆桂英（下集）（又名︰七彩胭脂将，七彩楊宗保‧紮腳穆桂英）（1959）－ 焦贊 - 神眼东宫认太子（上集）（1959）－ 韓柱 - 九天玄女（1959）－ 歸大爺 - 正德皇海角寻春（1959）－ 隆興太監 - 生死连枝（上集）（1959）－ 阮志忠 - 生死连枝（下集大结局）（1959）－ 阮志忠 - 燕双飞（1959）－ 王化成 - 毒妇点天燈（又名︰惡家姑）（1959）－ 蔡九 - 好女唔论嫁粧衣（1959）－ 林伯泉 - 正德皇情醉怡香苑（1959）－ 隆興太監 - 七彩锺无艳（续集）（1959）－ 晏嬰 - 野花香（1959）－ 朱茂德 - 跨凤乘龙（1959）－ 秦穆公 - 狮吼记（1959）－ 蘇東坡 - 金枝玉叶（1959）－ 老俞 - 孝女还珠记（1959）－ 潘子安 - 合家有喜（1959）－ 丁伯群 - 神眼东宫认太子（大结局）（1959）－ 韓柱 - 无兵司令（1959）－ 胡滔 - 好冤家（1959）－ 方韵琴父 - 三星伴月（1959）－ 烏律師 - 童军教练（1959）－ 陸學武（陸學文） - 鬼马福星（1959）－ 獨眼龍（王三叔） - 黑市姑爷（1959）－ 鄧川石 - 十二金钗戏状元（红伶歌唱大聚会）（1959） - 两个大老衬（1959）－ 朱大發 - 七彩锺无艳（三集大结局）（1959）－ 晏嬰 - 桃花女二度下凡（1959）－ 周公 - 蝶影红梨记（1959）－刘公济 - 三年一哭二郎桥（1959）－ 江耀祖 1960年 - 碧海香螺傳（1960）－ 東海龍王 - 招财进宝（1960）－ 張亞福 - 亚福过年(又名︰皇天不負好心人）（1960）－ 蘇義 - 春灯会（1960）－ 常居正 - 人头告御状（上集）（1960）－ 白元福 - 扎脚樊梨花 （1960）－ 程咬金 - 宝儿孝祖救双亲（1960）－ 梁大年 - 花王之女（1960）－ 花王 - 七喜临门（1960）－ 何波 - 节妇斩情夫（1960）－ 馮仁忠 - 玉郎戏凤贺春宵（1960）－ 阿福 - 蛮女卖相思（1960）－ 程所鐘 - 樊梨花挂帅罪子（1960）－ 程咬金 - 亡命救孤儿（1960）－ 魏國忠 - 飘萍恨（上集）（1960）－ 馬誠 - 苦海红莲（1960）－ 顧嘉 - 野姑娘（1960）－ 胡老 - 摩登新娘（1960）－ 鄒百川 - 神灯（1960）－ 冰波 - 翠楼春晓（1960）－ 古靈 - 飞龙太子劈石救银妃（1960）－ 福和太監 - 苦儿救母（1960）－ 標叔 - 羽扇恩仇（1960）－ 陸金培 - 七彩金葡萄（1960） - 雨夜惊魂（1960）－ 司馬新父－端伯 - 花落江南廿四桥（1960）－ 魯尚風 - 代代扭纹柴（1960）－ 高肥球 - 红粉冤情（1960）－ 殷向榮 - 换巢鸾凤（1960）－ 巧儀父 - 乌龙王发达记（1960）－ 乌龙王 - 金麒麟五福临门（1960）－ 麒麟皇 - 神鹰飞天侠（1960）－ 趙彥 - 正德王牡丹亭戏凤 （1960）－ 隆興 - 西施（1960）－ 吴王夫差 - 小宝宝七戏乌龙王（1960）－ 王龙乌 - 乌龙王飞来艳福（1960）－ 王龙乌 - 冷月寒梅（上集）（1960）－ 石九叔 - 冷月寒梅（下集）（1960）－ 石九叔 - 冷月寒梅（三集大結局）（1960）－ 石九叔 - 天缘巧合（1960）－ 周大德 - 人头审皇帝（1960）－ 安樂侯白元福 - 花灯记（1960）－ 祝南山 1961年 - 一柱擎天双虎将（1961）－ 英宗皇 - 欢喜夫妻（1961）－ 胡寅初 - 芙蓉帐暖渡春宵（1961）－ 皇帝 - 挖目保山河（1961）－ 雷震声 - 雷克探案之血手凶刀（1961） - 白门斩吕布（1961）－ 董卓 - 慈母千秋（1961）－ 波叔 - 一命难填九命冤（1961）－ 包公 - 金凤斩蛟龙（1961）－ 金钱豹 - 子母桥（下集）（1961）－ 李國權 - 三宫六苑斩狐妃（1961）－ 昭王 - 十年割肉养金龙（1961）－ 朱尤高 - 冤魂塔（1961）－ 傻六 - 三合明珠宝剑（1961）－ 馬俊/永和太監 - 妇唱喜夫随（1961）－ 林志宏 - 南北和（1961）－ 张三波 - 小千金（1961）－ 陳伯鈞 - 少小离家老大回（上集）（1961） - 花蝴蝶三气飞天猫（1961）－ 飛天貓黃富求 - 电话情人（1961）－ 電話情人 - 情场乌龙（1961）－ 何球 - 太平天国女英雄（1961）－ 天王洪秀全 - 夜雨秋灯（1961）－ 陳豪 - 神雕侠侣（三集）（1961）－ 周伯通 - 飘萍恨（下集）（1961）－ 馬誠 | - 太太缉私团（1961）－ 唐浚安 - 无头正宫救子闹金銮（1961）－ 嘉靖皇 - 蛇头苗（1961）－ 孟崇恭 - 玉女求凰（1961）－ 李志豪 - 子母桥（上集）（1961）－ 李國權 - 香江花月夜（1961）－ 華文 - 小财神（1961）－ 吳超仁 - 儿女情深（1961）－ 周幹生 - 芦花河会母（1961）－ 程咬金 - 万劫孤儿（1961）－ 程嬰 - 抬轿姑爷（1961）－ 阿九 - 侯门怨 （1961）－ 颜封 1962年 - 大战泗洲城（1962）－ 蔡擎天員外 - 难得有情郎（1962）－ 白雲軒 - 锺无艳挂帅征西（1962）－ 晏子 - 梨涡一笑九重冤（1962）－ 文守廉 - 秋香怨（上集）（1962）－ 張敬仁 - 好女嫁得有情郎（1962）－ 梁波 - 双剑盟（大结局）（1962）－ 僕從孟良 - 路边千金（1962）－ 梁福 - 南北一家亲（1962）－ 沈敬丙 - 傻侦探（1962）－ 方志雄 - 好事成双（1962）－ 陳少波 - 凤阁恩仇情未了（1962）－ 倪思安 - 断桥产子（1962）－ 法海和尚 - 秋香怨（下集）（1962）－ 張敬仁 - 桃李争春（1962）－ 舞客 - 扭计新娘（1962）－ 張敬仁 - 双剑神鞭侠（1962） - 蔷薇之恋（1962）－ 楚江滔 - 车底惊魂（1962）－ 王文強 - 龙虎风云万里红（1962）－ 尹其忠 - 门当户对（1962）－ 陳樂天 - 抢老婆（1962）－ 胡道從 - 千方百计抢财神（1962）－ 周申都 - 双剑盟（上集）（1962）－ 僕從孟良 - 剑姑七友传（1962）－ 朱玉波（李九斤） - 巧凤试郎心（1962） - 龙虎驼侠传（1962）－ 阿大 - 金牌计（1962）－ 曾康永 - 危巢小凤（1962）－ 文伯凡 - 三婿回门（1962）－ 何大虎 1963年 - 糊涂福星（1963）－ 福星父胡延壽 - 老衬行大运（1963）－ 尤健 - 风雨泣萍姬（1963）－ 白沙仁 - 老豆赚钱女享福（1963） - 胡奎卖人头（1963）－ 胡奎 - 孤凤双雏（1963）－ 肥伯伯 - 天齐寺会母（1963）－ 皇帝 - 三傻寻女（1963）－ 梁醒球 - 追凶记（1963） - 李仙（1963）－ 鄭儋 - 密底算盘（1963）－ 古大昌 - 妙人奇遇（1963）－ 唐纳 - 红粉金刚（1963）－ 施金榮 - 四海一家亲（1963）－ 武叔偉 - 南北鸳鸯侠(又名︰孤寒老豆闊少爺）（1963）－ 古三通 - 凤阁惊魂（1963）－ 肥三 - 万事胜意（1963）－ 徐四海 - 无敌鸳鸯剑（1963）－ 神偷王五 - 一对好冤家（1963）－ 姑丈周時通 - 咖啡女郎（1963）－ 蔡遠河 1964年 - 两个懵仔争老豆（1964）－ 大寶 - 七喜临门（1964）－ 王文正（周新沃） - 一味靠滚（1964）－ 徐宏 - 莺凤和鸣（1964）－ 趙東升 - 生神仙（1964）－ 三伯父/勾魂使者 - 天从人愿（1964）－ 陳夢橙 - 南北两亲家（1964）－ 吳農望 - 得运一条龙（1964）－ 李長發 - 老婆本（1964）－ 梁伯 - 俏冤家（1964）－ 周老闆 - 隐形福星（1964）－ 邱新發 - 秦香莲（1964）－ 王延齡 - 乖孙（1964）－ 施柏杰 - 行运老爷车（1964）－ 吳多德 - 玫瑰夫人（1964）－ 玫瑰父霍永森 - 南北喜相逢（1964）－ 阿林 - 十二栏杆十二钗（1964）－ 祝桐 - 添丁发财（1964）－ 朱啟源 - 阵阵美人威（1964）－ 千總 - 五鼠闹东京（1964）－ 盧方 - 龙翔凤舞庆新春（1964）－ 李波 - 香城九凤（1964） - 鸿运当头（1964） - 佳儿佳妇（1964）－ 金長福 - 玉龙三戏胭脂虎 （1964）－ 霍一雷 - 富贵满华堂（1964）－ 張英祥 - 好仔不如好新袍（1964）－ 陳大绅員外 1965年－1969年 - 西施（1965）－ 無咎 - 双拜堂（1965）－ 三嬸 - 糊涂大侦探（1965）－ 朱大祥 - 三朵玫瑰花（1965）－ 羅孝先 - 拉车少爷（1965）－ 雲卿 - 一家亲（1965）－ 張榮伯 - 珠联璧合（1965）－ 余吉祥 - 月光光（1965）－ 廖阿牛 - 好好运（1965）－ 黎伯豪 - 我爱紫罗兰（1966）－ 醫生 - 两个冤家表错情（1966）－ 楊佔祥 - 自作多情（1966）－ 李財發 - 冤魂镜(又名︰雪沉冤）（1966）－ 阿康 - 有车阶级（1966） - 观音得道香花山大贺寿（1966）－ 劉海 - 春满花开燕子归（1966）－ 關美玲父親/伯父 - 青春儿女（1967）－ 石乃雄 - 死亡通行证（1967） - 麒麟送子（1967）－ 祥麟 - 快乐年华（1967）－ 陳澤安 - 玉女神偷（1967）－ 王財發 - 铁面无私包公审乌盘（1967）－ 包公 - 红梅阁（1968）－ 賈似道 - 免死金牌(又名︰烈女雪沉冤）（1968）－ 太師邱洪 - 李後主（1968）－ 徐鉉 - 描金凤（1968）－ 錢半仙（客串） - 再世红梅记（1968）－ 贾似道 - 乘龙快婿（1969）－ 董事長汪登閣 - 聊斋志异三集（1969）－ 縣官（客串） - 四凤求凤（1969）－ 胡月華父 - 狼与狼（1969）－ 总经理郝居仁 1970年－1979年 - 恭喜发财（1970） - 关不住的春光（1970）－ 胡德邦 - 孙悟空智取黄袍怪（1970） - 双喜临门（1970）－ 李明珠父 - 千面贼美人（1970）－ 李富春 - 家有贤妻（1970）－ 制片 - 骗术奇中奇（1973） - 天堂（1974） - 绰头状元（1974） - 太平山下（1974） - 包公奇案（1975） - 三笑姻缘（1975）－ 華文 - 醒目双星香港淘金记（1975） - 十三不搭（1975） - 帝女花（1976）－ 周锺 - 鬼马世界（1976） - 七情六欲（1976） - 紫钗记（1977）－ 崔允明/黄衫客 - 鬼马狂潮（1978) - 暴發戶（1979）－ 熙哥 |

### 電視劇（無綫電視）
- 1975年 《民間傳奇》之《滕太尹鬼斷家私》飾 滕太尹
- 1975年 《波叔》飾 波叔
- 1977年 《扭計祖宗》
- 1978年 《一代橋王》
- 1979年 《橋王大會串》

### 電視劇（香港電台）
- 1980年 《屋簷下》之《驛站》飾 梁奀

## 外部連結
- 梁醒波的Facebook專頁
- 我們的波叔 (TVB 2009)
- 國際演藝評論家協會（香港分會）- 網上藝評 - 梨園四泰斗
- 戲曲之旅 - 笑匠泰斗 梁醒波  畢生貢獻戲劇藝術（第46期） （页面存档备份，存于）